# (10331) Peterbluhm
(10331) Peterbluhm (1991 GM10) – planetoida z pasa głównego asteroid okrążająca Słońce w ciągu 7,98 lat w średniej odległości 3,99 j.a. Odkryta 9 kwietnia 1991 roku.